# Rusnac
Rusnac MoldAqua SRL este cel mai mare producător de băuturi nealcoolice (apă minerală și băuturi răcoritoare) din Republica Moldova. Compania a fost fondată în 1994, în localitatea Gura Căinarului, raionul Florești de către Alexandru Rusnac. 
În 2003, compania a achiziționat o nouă linie de producere de la un producător cunoscut în domeniu, lider în producerea utilajului pentru industria băuturilor nealcoolice și a berii, compania germană Krones AG. De asemenea (în 2003), Rusnac-MoldAqua, a fost primul dintre producătorii moldoveni care a implementat eticheta de polipropilenă. 
În 2006, compania și-a instalat laboratoare chimice și microbiologice moderne, unice pentru Republica Moldova, care oferă posibilitatea monitorizării în regim non-stop a calității produselor fabricate. În același an, 2006, compania Rusnac-MoldAqua a fost certificată de către compania britanică SGS UKAS și a obținut certificatul ISO 22000-2005.
În 2007, Krones AG a instalat întreprinderii Rusnac-MoldAqua prima linie de producere robotizată din Europa.
Izvoarele companiei sunt situate la o adâncime de peste 150 de metri, în lacuri vechi și adînci. Ridicîndu-se în sus, apa trece prin filtre naturale ideale, îmbogățindu-se cu minerale. Datorită adâncimii și amplasării sigure a izvoarelor, de-a lungul anilor gustul și proprietățile apei nu au suferit nici o schimbare. Compoziția stabilă a apei minerale, de asemenea, nu depinde de fluctuațiile sezoniere și climatice. În orice anotimp, apa vine la suprafață cu o temperatură medie de 11°c.
Cota de piață în apa de băut este de 64%. Cota de piață în băuturi nealcoolice, 55%. Numărul angajaților este de peste 50.

## Branduri
- Baban
- Gura Căinarului
- Familia Fericită
- Joy's
- Letto
- OM
- LIKE